# Aşağı Bucaq
Aşağı Bucaq är en ort i Azerbajdzjan.   Den ligger i distriktet Yevlax Rayonu, i den centrala delen av landet, 230 kilometer väster om huvudstaden Baku. Aşağı Bucaq ligger 30 meter över havet och antalet invånare är 2 391.
Terrängen runt Aşağı Bucaq är huvudsakligen platt, men åt nordost är den kuperad. Terrängen runt Aşağı Bucaq sluttar söderut. Runt Aşağı Bucaq är det ganska tätbefolkat, med 72 invånare per kvadratkilometer.. Närmaste större samhälle är Yevlakh, 12,5 kilometer söder om Aşağı Bucaq. 
Trakten runt Aşağı Bucaq består till största delen av jordbruksmark.